# 走马胎
走马胎（学名：Ardisia gigantifolia）为报春花科紫金牛属下的一个种。

## 扩展阅读
- 維基物種上的相關：走马胎

## 外部連結
- 走馬胎 Zou Ma Tai （页面存档备份，存于） 中藥標本數據庫 (香港浸會大學中醫藥學院) （繁體中文）（英文）